# Cerro Maggiore
Cerro Maggiore – miejscowość i gmina we Włoszech, w regionie Lombardia, w prowincji Mediolan.
Według danych na rok 2004 gminę zamieszkiwało 13 740 osób, 1374 os./km².

## Współpraca
- Bad Neustadt an der Saale, Niemcy